# Yorro
Yorro è una città della Repubblica Federale della Nigeria appartenente allo stato di Taraba.
È il capoluogo dell'omonima area a governo locale (local government area) che conta una popolazione di 89.410 abitanti.